# Дамала
Дамала (груз. დამალა) — село в Грузії.
За даними перепису населення 2014 року в селі проживає 1234 особи.